# Luisa Gnecchi
Marialuisa Gnecchi (Bolzano, 4 giugno 1953) è una politica italiana.
Deputata dal 2008 al 2018, in precedenza è stata vicepresidente della provincia autonoma di Bolzano e della Regione Autonoma del Trentino-Alto Adige. Dal 2019 al 2023 ha ricoperto la carica di vicepresidente dell’Istituto Nazionale della Previdenza Sociale.

## Biografia
Ha studiato a Bologna, dal 1973 è impiegata all'INPS. Attiva nel sindacato CGIL/AGB, diviene prima segretaria generale del sindacato del pubblico impiego (1989), poi segretaria generale della confederazione (1996-1998).
È stata membro del gruppo Alexandra Kollontay che ha progettato e aperto il consultorio Associazione italiana per l'educazione demografica (AIED) nel 1973; Luisa Gnecchi diventa poi membro del Comitato pari opportunità e consigliera di parità dal 1990 al 1998.
Nel novembre del 1998, entra nel consiglio provinciale, eletta nella lista "Progetto Centrosinistra". Dal 1999 al 2003 è parte della III giunta del presidente Luis Durnwalder in qualità di assessore al lavoro, scuola e formazione professionale italiana, come componente della commissione 137 e del comitato d'intesa Stato-Provincia.
È stata rieletta il 26 ottobre 2003 per la XIII legislatura, nella lista Pace e diritti insieme a sinistra - Frieden und Gerechtigkeit gemeinsam links (che riuniva sotto lo stesso simbolo DS, SDI, PRC ed esponenti della società civile) con 4.705 preferenze. Confermata in giunta, dal dicembre 2003 è stata vicepresidente della provincia e assessore al lavoro, innovazione, pari opportunità, cooperative, formazione professionale e scuola in lingua italiana. Nel 2006 Luisa Gnecchi è divenuta inoltre vicepresidente della regione Trentino-Alto Adige-Südtirol.
Aderì nel 2007 al Partito Democratico, venendo poi candidata alla Camera dei deputati (al terzo posto in lista) nel collegio Trentino-Alto Adige per le elezioni politiche del 2008. Il PD ottenne tre deputati e Luisa Gnecchi fu così eletta. Il 10 luglio successivo si è dimessa dalle cariche provinciali e regionali. Il suo posto in consiglio provinciale e nelle giunte provinciale e regionale è stato preso da Francesco Comina, che è stato nominato anche vicepresidente della giunta regionale, ma non di quella provinciale (incarico andato a Luigi Cigolla).
Nel dicembre 2012 si è candidata alle primarie per la scelta dei candidati parlamentari del Partito Democratico in vista delle elezioni del 2013, risultando con 1 422 voti la prima classificata in provincia di Bolzano. Viene quindi candidata in terza posizione nelle liste del PD nella circoscrizione Trentino-Alto Adige ed è stata rieletta.
Nel giugno 2019 entra a far parte della segreteria nazionale del PD come responsabile welfare.
Nel dicembre successivo viene nominata dal governo Conte II vicepresidente dell'INPS. Ha ricoperto l'incarico fino al 2023, quando il governo Meloni ha commissariato l'istituto sancendo la decadenza dei vertici.